# Medelim
Medelim is een plaats (freguesia) in de Portugese gemeente Idanha-a-Nova en telt 342 inwoners (2001).